# أندريه بلان
أندريه بلان (بالفرنسية: André Blanc)‏ (و. م) هو لاعب كرة قدم، ومدرب كرة قدم فرنسي، ولد في فرنسا.